# Deianeira

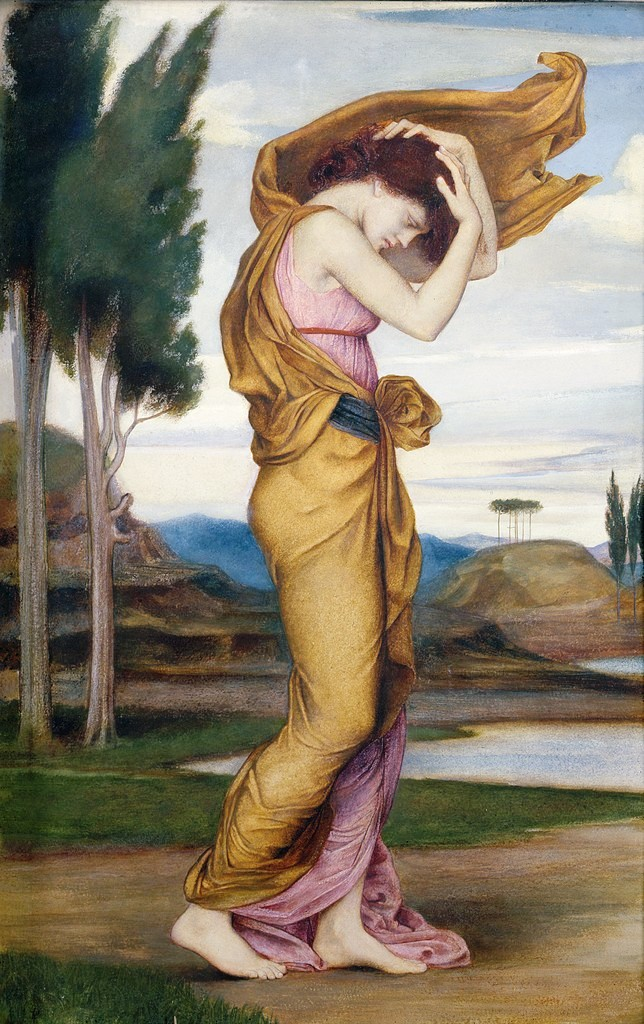
Deianeira. Målning av Evelyn De Morgan.

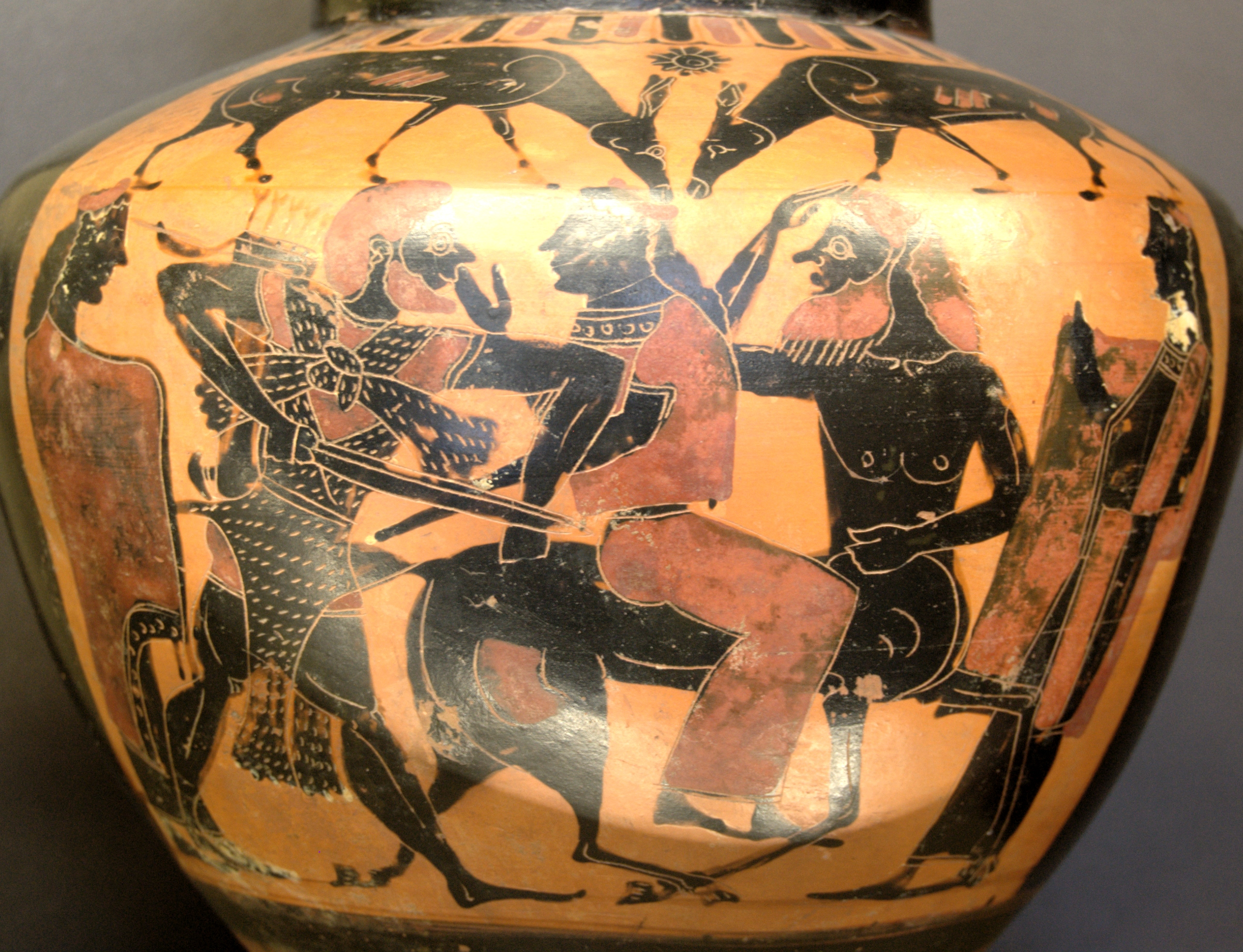
Herakles, Deianeira och Nessos. Attisk svartfigurig hydra, cirka 575–550 f.Kr. Louvren.

Deianeira var i grekisk mytologi Herakles hustru.
När Herakles förälskade sig i prinsessan Iole, försäkrade sig Deianeira om sin makes trohet genom att smörja in hans skjorta i vad hon trodde var ett kärleksextrakt från kentauren Nessos blod. I själva verket var det ett frätande gift som gjorde så att Herakles fick många smärtor och lät bygga ett bål som han steg upp på och tände eld på för att få slut på sina lidanden. Följden blev också att Deianeira i förtvivlan berövade sig själv livet.